# Circuit de la Sarthe 2009
Der 57. Circuit Cycliste Sarthe fand vom 7. bis 10. April 2009 statt. Das Radrennen wurde in drei Etappen, einer Halbetappe und einem Einzelzeitfahren über eine Distanz von 667,8 Kilometern ausgetragen.
Den Gesamtsieg errang der Franzose David Le Lay, der die Führungsposition, trotz zahlreicher Attacken von Enrico Rossi, nach seinem Sieg auf der zweiten Etappe nicht mehr abgab. Die folgenden Plätze belegten Enrico Rossi und Benoît Vaugrenard.

## Etappen
| Etappe     | Tag       | Start – Ziel                   | km    | Etappensieger      | Führender    |
| ---------- | --------- | ------------------------------ | ----- | ------------------ | ------------ |
| 1. Etappe  | 7. April  | Noirmoutier-en-l’Île – Ancenis | 191,9 | Enrico Rossi       | Enrico Rossi |
| 2a. Etappe | 8. April  | Ancenis – Angers               | 99,8  | David Le Lay       | David Le Lay |
| 2b. Etappe | 8. April  | Angers (EZF)                   | 6,1   | Jimmy Engoulvent   | David Le Lay |
| 3. Etappe  | 9. April  | Angers - Pré-en-Pail           | 180,8 | Anthony Roux       | David Le Lay |
| 4. Etappe  | 10. April | Pré-en-Pail – Le Mans          | 192,5 | Jean-Eudes Demaret | David Le Lay |